# Sergej Milinković-Savić
Sergej Milinković-Savić (født 27. februar 1995 i Lleida, Spanien) er en serbisk professionel fodboldspiller, som spiller for Saudi Pro League-klubben Al-Hilal og Serbiens landshold.

## Klubkarriere
Milinković-Savić startede sin seniorkarriere i Serbien hos FK Vojvodina, der også havde været hans klub i en stor del af hans ungdomsår. I 2014 skiftede han til Genk i den belgiske liga.
I sommeren 2015 blev Milinković-Savić solgt til den italienske Serie A-klub Lazio.
Al Hilal
I juli 2023 skiftede Milinković-Savić til Saudi Professional League-klubben Al-Hilal på en kontrakt frem til juni 2026 for ca. 34 mio. euro.

## Landshold
Milinković-Savić debuterede for Serbiens landshold 10. november 2017 i en venskabskamp mod Kina. Han var en del af den serbiske trup til VM 2018 i Rusland.